# 丹兌鎮區
丹兑镇区为缅甸若开邦丹兑县的镇区。丹兑为该镇区首府。